# 제자훈련
제자훈련(Discipleship Training)이란 그리스도의 제자가 되도록 도와주는 신앙훈련이다. 제자라는 단어는 신약성서 공관복음과 사도행전에서 이 용어는 발견되는데 주로 예수 그리스도를 따른 자들이다.. 이 말은 한국교회에서 공식적으로 처음으로 성도교회에서 시작한 옥한흠 목사에 의해서 사용된 신앙적 용어이다. 그리스도인들의 삶 속에서 신앙을 잘 실천하는 것이다.

## 제자훈련이란
제자훈련를 하는 교회에 대한 정의
- 교회는‘이 세상에서 부름 받은 하나님의 백성들의 공동체’
- 교회는‘이 세상으로 보냄 받은 예수 그리스도의 제자들의 공동체’
- 교회의 회복은 ‘사도성’을 회복하고, ‘만인 제사장직을 회복되는 것’[2]

### 제자훈련의 목회적 관점들
제자훈련의 사람들
- 제자훈련은 사람의 변화를 강조한다.
- 제자훈련은  훈련받는 모든 사람들이 함께 변화되고 함께 성장해가는 신앙훈련이다.
- 제자훈련의 가장 좋은 교재는 지도자 자신의 신앙 인격이다.

제자훈련과 설교의 비교
- 제자훈련이 성숙 해 갈수록 설교도 성숙 해 가야 한다. 이론적이고 추상적인 설교에서 실제적이고 생활적용의 설교로 전환 되어야 한다.
- 설교가 수직적인 선포라면 제자훈련은 수평적인 상호사역이다. 설교가 씨줄이라면 제자훈련은 날줄이라고 할 수 있다.
- 설교가 연역법적인 선포라면 제자훈련 소그룹은 귀납법적인 상호사역이다.

제자훈련의 목표
- 귀납법적인 접목(접근)은 인도자 자신이 사전에 훈련되지 않고서는 목적에 도달할 수 없다.
- 제자훈련 소그룹에서는 절대군주적인 인도자의 권위의식이 약화되고 성령의 인도 하심을 받아 함께 연구하고, 함께 뜻을 찾고, 함께 고통하면서 함께 길을 찾아 가야한다.
- 제자훈련 과정에서 인도자가 성급하게 서두르면 안된다. 성령의 열매는 성령께 서 열매 맺도록 기다려야 한다.
- 제자훈련은 교회(소구룹)의 용광로에서 옥석을 갈라 놓는 시금석과 같이 뜨겁 고 힘든 과정을 통과해야 한다 (농장으로서 알곡과 쭉정이를 갈라 놓는 수확의 농업이라고 할 수 있다) .
- 제자훈련에 임하기 전에 자신의 목회철학,목회전략,목회목적을 새롭게 정리 하고 확립하며, 또 스스로 훈련 되어야 한다.

## 같이 보기
- 제자 (기독교)
- 옥한흠
- 방선기
- 성도교회
- 사랑의교회
- 평택대광교회
- 새로남교회